# Лыщинский-Троекуров, Лев Владимирович
Лев Влади́мирович Лыщи́нский-Троеку́ров (12 февраля 1888 — 27 ноября 1945) — пермский вице-губернатор в 1916—1917 гг. камер-юнкер. Русский поэт и публицист, церковный деятель эмиграции.

## Биография
Православный. Из потомственных дворян. Сын статс-секретаря Государственного совета Владимира Анзельмовича Лыщинского и супруги его Марии Эдуардовны Фриш, дочери председателя Государственного совета Эдуарда Васильевича Фриша.
Воспитывался в Императорском училище правоведения, которое окончил в 1908 году с золотой медалью и с занесением имени на мраморную доску. В 1909 году окончил Санкт-Петербургский археологический институт со званием действительного члена института.
17 мая 1908 года поступил на службу в Министерство внутренних дел, откуда был назначен помощником делопроизводителя канцелярии Государственной думы. В 1912 году был назначен младшим чиновником особых поручений VI класса при Варшавском генерал-губернаторе. 6 декабря 1913 года пожалован в придворное звание камер-юнкера.
В 1911 году предпринял путешествие на Алтай, результаты которого были опубликованы в 1914 году Императорским географическим обществом. Опубликовал несколько сборников стихотворений: «В этом ли счастье?», «Несколько стихотворений», «Замок», «На плаху» (все — 1910), «За мечтой» (1916), а также ряд исследовательских работ: «Административное право губерний Привислинского края», «О значении слова самодержавие» (1906), «Род дворян Лыщинских. Материал для составления 157 родословий» (1907). Кроме того, печатался в литературных журналах «Русский вестник», «Современный вестник» и «Лукоморье». Состоял действительным членом Императорского археологического общества и Генеалогического общества.
В 1916 году был назначен Пермским вице-губернатором и занимал эту должность вплоть до Февральской революции. Дослужился до чина надворного советника.
После поражения Белого движения поселился в родовом имении Брестского уезда, отошедшего к Польше. Принимал участие в Литературном обществе в Варшаве, сотрудничал с эмигрантскими газетами «За свободу!», «Молва», «Утро» и «Наше время». Опубликовал «Сказку о кумаче» (1920), поэтический сборник «Цепи жемчужные» (1924) и поэму «Длань Господня» (1925). В 1937 году участвовал в издании поэтического сборника «Антология русской поэзии в Польше».
Принимал деятельное участие в жизни православной церкви в Польше. В 1930-е годы был членом предсоборного собрания Польской православной церкви от Полесской епархии.
После Варшавского восстания 1944 года переехал в Краков, где и скончался 27 ноября 1945 года.

## Семья
Жена — Софья Сергеевна Бехтеева (1891—1944), дочь С.С.Бехтеева, сестра известного русского поэта-монархиста Сергея Бехтеева. Погибла в Варшаве под бомбежкой.
- Сын — Владимир (Владислав) Львович Лыщинский, князь Троекуров (1917—1997). В связи с участием в Варшавском восстании, Владислав Лещинский был репрессирован, в 1948 году сослан в Сибирь. Освобожден в 1955 году.
  - Дети: Зофия (Зося: г.р. 1947), Роберт (г.р.1967-2015), социолог, журналист, известный польский музыкальный критик; Владислав-Леон (г.р.1964).
- Дочь — Неля (Нелли), в замужестве Кароль. (1922—?)